# Олгой-Хорхой
Олгой-Хорхой е митично същество, за което се говори в легенди, идващи от пустинята Гоби в Монголия. Бива изобразявано като гигантски червен червей, който плюе киселина и убива жертвите си с електрически шок. Латинското му название е Allghoi khorkhoi, и за първи път се споменава в книгата „По следите на Древния човек“ от 1926 на американския палентолог Рой Чапман Андрюс. Андрюс съобщава, че е чул за създанието от митовете на местните хора, както и че никой от тях не е виждал създанието наживо.
Учените отхвърлят възможността такова същество да може да съществува, заради големия брой индивиди, които е необходимо да съществуват, за да се поддържа размножаваща се популация, както и поради липсата на хранителни запаси в предполагаемите хабитати.

## В художествената литература
Среща се в творбите на автори научна фантастика и фентъзи, сред които Братя Стругацки („Страната на пурпурните облаци“, „Сказка о Тройке“), Иван Ефремов и Франк Хърбърт („Летописите от Дюн“).